# 2021年老昆布雷火山爆發
2021年老昆布雷火山爆發是2021年9月發生在西班牙加那利群岛拉帕爾馬島老昆布雷火山的一場裂缝喷发。9月11日，當地出現地震，导致9月19日火山喷发。
截至10月10日喷发导致5000多人被疏散，熔岩摧毁了450多座建筑。近5平方公里的土地被火山產生的熔岩侵蚀。截至20日，火山熔岩流吞噬大约800公顷土地，摧毁大约2000栋建筑以及大量香蕉作物，總計發生過20次地震，島上約有7000人被迫撤離。截至11月22日，火山繼續噴發。火山喷出的岩浆覆盖岛上1050公顷土地；部分岩浆流入海中，冷却后生成新的陆地面积超过40公顷。火山喷发已损毁岛上2600多幢建筑物，造成经济损失超过9亿欧元。又有大约7000人撤離住所。